# منیة المرید فی ادب المفید و المستفید
منیة المرید فی ادب المفید و المستفید کتابی از شهید ثانی است.

## نویسنده
این اثر توسط شهید ثانی در میانه سده دهم هجری و به سال ۹۵۴ق نوشته شده است.

## محتوای کتاب
این کتاب بیانگر روابط بین معلم و شاگرد و در بیان فضیلت دانش‌ورزی است. این کتاب به زبان عربی بوده و بارها در عراق، ایران، هند و لبنان چاپ شده است. بعد از بمباران هیروشیما، کشور ژاپن در اقدامی تحسین‌برانگیز اقدام به انتخاب مهم‌ترین کتاب‌ها در حوزهٔ ایجوکیشن از تمام اقوام و ملل و نحل فارغ از ارزش گذاری نمود و از بین کتب امامیه این کتاب را انتخاب کرد.

## ترجمه
عنوان ترجمه کتاب، آداب تعلیم و تعلم در اسلام: ترجمه گزارش‌گونه کتاب منیه المرید فی آداب المفید و الستفید از شهید ثانی است. مترجم سیدمحمدباقر حجتی است و توسط دفتر نشر فرهنگ اسلامی به چاپ سی‌ام رسیده است.

## تلخیص
متن اصلی عربی کتاب، توسط سید محمدرضا طباطبایی به عربی تلخیص شده است. عنوان کتاب المراد فی منیه المرید می‌باشد و کتاب درسی پایه‌های دوم و سوم حوزه‌های علمیه کشور است.

## ترجمه تلخیص
تلخیص فوق توسط حمیدرضا شریعتمداری ترجمه شده است. عنوان کتاب آیین دانشوری ترجمه کتاب المراد فی منیه المرید و ناشر مؤسسه دارالعلم می‌باشد.

## تصحیح
تصحیح این کتاب در سال ۱۳۶۸ منتشر و در مراسم کتاب سال جمهوری اسلامی ایران به‌عنوان کتاب برگزیده معرفی شد.